# Tweed Bridge
Die Tweed Bridge ist eine Straßenbrücke in der schottischen Kleinstadt Peebles in der Council Area Scottish Borders. 1971 wurde das Bauwerk in die schottischen Denkmallisten in der höchsten Denkmalkategorie A aufgenommen. Eine ehemalige Klassifizierung als Scheduled Monument wurde 1996 aufgehoben.

## Geschichte
Die frühste bekannte Brücke am Standort wurde um 1470 eröffnet. Im Laufe der Jahrhunderte wurde diese Brücke mehrfach überarbeitet und erweitert, woraus die heutige Tweed Bridge hervorgeht. Fragmente der ursprünglichen Brücke sind darin integriert. Im Laufe des 17. und 18. Jahrhunderts wurde die Brücke mehrfach überholt. Die ursprüngliche Brücke war nur 2,4 m weit. Durch beidseitige Anbauten entstand 1834 eine 6,4 m weite Fahrbahn. Durch eine weitere, 1900 abgeschlossene Erweiterung erhielt die Brücke ihre heutige Breite von 12,2 m. Von der ursprünglichen Brücke ist heute äußerlich wenig sichtbar.

## Beschreibung
Die Tweed Bridge ist eine Steinbogenbrücke, welche den Tweed im Zentrum von Peebles mit fünf Bögen quert. Die Segmentbögen weisen unterschiedliche Weiten zwischen 11,6 m und 12,8 m auf. An der flussaufwärts gerichteten Westseite treten spitze Eisbrecher aus bossierten Steinquadern heraus, während sie an der Ostseite gerundet sind. Die Fassaden sind beidseitig mit Steinquadern verblendet. Unterhalb der auskragenden Brüstung verläuft ein Zahnfries. An der Nordseite führt eine Rampe mit blinden Bögen zu dem öffentlichen Grün hinab.